# Dongelberg
Dongelberg [dɔ̃ʒɛlbɛːʁ] (en wallon Dongbiè) est une section de la commune belge de Jodoigne, située en Région wallonne dans la province du Brabant wallon.
C'était une commune à part entière avant la fusion des communes de 1977.

## Toponymie

### Formes anciennes
- 1079 : Donglebert
- XIIe siècle : Dungelberge

### Étymologie
Hauteur (wallon bié, germanique *berga) du petit (diminutif germanique -ila) monticule fortifié (germanique *donga « élévation sablonneuse en terrain marécageux »).

## Démographie
- Sources:INS, Rem:1831 jusqu'en 1970=recensements, 1976= nombre d'habitants au 31 décembre

## Histoire

Blason de Jean Meeuwe, seigneur de Wavre et Dongelberg.

Dongelberg fut une paroisse partagée entre plusieurs seigneuries (dont la famille de Dongelberg jusqu'en 1305), ensuite elle échut à Jean Meeuwe, demi-frère du duc Jean II de Brabant qui développa la seigneurie, devenant un chef-lieu de mairie du Brabant.

## Personnalités nées à Dongelberg
- Marc Wilmots, footballeur, surnommé le Taureau de Dongelberg.